# Renate Lüsse
Renate Lüsse (* 1936; † 1991; später auch Renate Lüsse-Lauth oder Renate Lauth-Lüsse) war eine deutsche Sängerin des Evangeliumsliedes in der Stimmlage Kontra-Alt.

## Leben
Renate Lüsse erlebte 1953 eine bewusste Bekehrung im evangelikalen Verständnis und besuchte von 1955 bis 1958 die Bibelschule Bergstraße in Bensheim. In diesen Jahren wurden ihre ersten Schallplattenaufnahmen für das christliche Label Frohe Botschaft im Lied produziert. Die unverwechselbare tiefe Kontra-Alt-Stimme machte sie innerhalb der christlichen Musikszene schnell bekannt und zu einer der erfolgreichsten Interpreten des Evangeliumsliedes. Bis heute finden ihre Aufnahmen Verwendung in der Nostalgie-Sendung Unvergessen – Lieder, die bleiben des ERF sowie religiösen Sendungen wie Choral-Andachten im öffentlich-rechtlichen Funk.
Renate Lüsse war verheiratet mit dem Prediger Gottfried Lauth.

## Diskografie

### Singles
Eine Auswahl der im Label Frohe Botschaft im Lied erschienenen Singles von Renate Lüsse:
- Lass du mich stille werden (Ulrich Brück) / Stunde um Stunde (Renate Lüsse)
- Sterbend ein armer Zigeunerknab lag (Renate Lüsse) / Sei still mein Herz (Ulrich Brück)
- Aus meinen Banden, Kummer und Leid / Bist du einsam und betrübt
- Jesus ist alles, alles mir / Leise und inniglich mahnet der Heiland
- Nimm mich bei der Hand, Vater (Ulrich Brück, Jugend für Christus Chor) / Sicher in Jesu Armen (Doris Loh, Renate Lüsse, Jugendsingkreis Derschlag)
- Ich werde kein Fremdling dort sein (Renate Lüsse, Johannes Haas, Jugendsingkreis Derschlag) / Wenn ich den Wandrer frage (Doris Loh, Ulrich Brück, Jugendsingkreis Derschlag)
- Der Heiland am Kreuz (Renate Lüsse, Jugendsingkreis Derschlag) / Mein Jesus, ich lieb dich (Doris Loh, Renate Lüsse, Jugendsingkreis Derschlag)
- Du hast mich, o mein Heiland / Durch herrliche Auen
- In der stillen Nächte Stunden / Komm heim, komm heim
- Was willst du tun mit Jesus? / Du großer Gott, wenn ich die Welt betrachte
- Wann wirst du kommen, o Gottessohn (Waldemar Dick, Evangeliumsquartett) / Dir, o Heiland, dir vertrau ich (Renate Lüsse)
- Wir leben in der letzten Zeit (Waldemar Dick, Evangeliumsquartett) / Suche vom Grabesrand (Renate Lüsse)
- Seele, die von Schmerz umnachtet / O Vater im Himmel, ich traue dir blind
- Jesus verspätet sich nie / Wie hab ich's doch so schön, so gut
- Weiß ich den Weg auch nicht / Sieh, hier bin ich, mein König
- Alles will ich Jesu weihen (Doris Loh, Renate Lüsse, Jugendsingkreis Derschlag) / Ach, mein Herr Jesu (Ulrich Brück, Evangeliumsquartett)
- Mache mich stille / Ich will nicht klagen

### Kompilationen
Da Renate Lüsse ihre Karriere beendete, bevor die LP-Schallplatte sich im Markt etablierte, sind solche lediglich als Kompilationsalbum aus ihren Singles erschienen:
- Jesus verspätet sich nie. Goldene Reihe. HSW[4]
- Ja, damals 3: Renate Lüsse. Schulte & Gerth, 1995[5]
- Ja, damals 8: Renate Lüsse 2. Schulte & Gerth, 1996[6]

### Sampler
Auf künstlerübergreifenden Samplern, bringt der Verlag Gerth Medien bis heute einzelne Titel von Renate Lüsse in CD-Qualität remastered heraus:
- Serie Ja, damals (1994–1999)
- Serie Unvergessen – Lieder, die bleiben (seit 2005)
- Die besten zehn Heilslieder. Gerth Medien, 2012
- Die schönsten Titel aus „Ja, damals“. Gerth Medien, 1999
- Auf Adlers Flügeln getragen. Die schönsten „Lieder, die bleiben“. Gerth Medien, 2009